# Dinarthrena
Dinarthrena är ett släkte av nattsländor. Dinarthrena ingår i familjen kantrörsnattsländor.
Kladogram enligt Catalogue of Life:
| Dinarthrena | \| \| Dinarthrena shanta \| \| \| \| \| \| Dinarthrena steelae \| \| \| \| |
|             | \| \| Dinarthrena shanta \| \| \| \| \| \| Dinarthrena steelae \| \| \| \| |
|             | Dinarthrena shanta                                                         |
|             |                                                                            |
|             | Dinarthrena steelae                                                        |
|             |                                                                            |